# 別所町朝日ケ丘
別所町朝日ケ丘（べっしょちょうあさひがおか）は兵庫県三木市の地名。現行行政地名。郵便番号は673-0441。

## 地理
三木市西部に位置する。北で別所町高木と接し、福井に南側をU字型にとり囲まれている。地内は主に住宅団地が占める。

## 歴史
戦後に三木市が神戸・大阪のベッドタウンとして別所町高木にある東播台地上に550戸を収める市営団地（朝日ヶ丘中団地、朝日ヶ丘北団地）を造成、1964年に入居開始。

## 世帯数と人口
2022年（令和4年）7月31日現在の世帯数と人口は以下の通りである。
| 町丁           | 世帯数  | 人口    |
| -------------- | ------- | ------- |
| 別所町朝日ケ丘 | 629世帯 | 1,278人 |

## 小・中学校の学区
市立小・中学校に通う場合、学区は以下の通りとなる。
| 番地 | 小学校             | 中学校             |
| ---- | ------------------ | ------------------ |
| 全域 | 三木市立別所小学校 | 三木市立別所中学校 |

## 交通
- 国道175号
- 兵庫県道20号加古川三田線

## 施設
- 朝日ケ丘公民館
- 朝日ケ丘南公民館
- 金剛寺
- 大山御嶽神社